# Carlos Somigliana (hijo)
Carlos «Maco» Somigliana (Buenos Aires, 1960) es un antropólogo e investigador argentino, uno de los iniciadores desde 1987 del Equipo Argentino de Antropología Forense y de la Procuraduría de Crímenes contra la Humanidad del Ministerio Público Fiscal de la Nación. Fue también parte del equipo del fiscal Julio César Strassera en el Juicio a las Juntas Militares realizado en 1985, que finalizó con la condena de cinco exjerarcas de la última dictadura que gobernó en ese país.

## Biografía
Carlos Somigliana, conocido por su sobrenombre "Maco", nació en Buenos Aires en 1960. En la adolescencia fue militantes de la Unión de Estudiantes Secundarios (UES). Su padre, Carlos Somigliana, fue un funcionario judicial y conocido dramaturgo. Ambos pertenecieron al equipo del fiscal Julio César Strassera en el Juicio a las Juntas Militares (1985), que finalizó con la condena de cinco exjerarcas de la última dictadura que gobernó en ese país. 
En 1987 estaba trabajando para la fiscalía de Strassera en la causa de la ESMA, cuando se produjo el levantamiento carapintada y se sancionaron las leyes de Punto Final y Obediencia Debida que presionaron para cerrar los juicios por violaciones de derechos humanos. Somigliana renunció a la Fiscalía y comenzó a trabajar con el Equipo Argentino de Antropología Forense, formado el año anterior, al que se incorporó en junio. Desde ese momento fue uno de sus principales investigadores en las siguientes décadas, dedicándose a la investigación previa, el estudio de expedientes, testimonios, archivos, cifras, datos, decodificar los lenguajes militar, policial, judicial, así como recibir y escuchar a los familiares, una virtud de amplio reconocimiento.
En la causa llamada Circuito Camps «elaboró un organigrama de las fuerzas de seguridad que actuaron en el Gran Buenos Aires y construyó la hipótesis de que los enterramientos en el Sector 134 del Cementerio de Avellaneda podrían estar asociados a órdenes dadas por integrantes de la línea de comando que comenzaba en la Jefatura del Primer Cuerpo de Ejército, pasaba por la jefatura de la Policía de la Provincia de Buenos Aires y continuaba, dentro de la organización policial, en las Direcciones de Investigaciones y de Inteligencia y en las Brigadas de Investigaciones. Los siete Centros Clandestinos de Detención (CCD) eran: Pozo de Banfield, Pozo de Quilmes, Arana, Puesto Vasco, Coti Martínez, Brigada de Investigaciones de San Justo y Brigada de Investigaciones de La Plata».
En 1998, cuando el exjuez León Arslanian asumió como ministro de Seguridad de la provincia de Buenos Aires, Somigliana y Alejandro Incháurregui pudieron acceder al Laboratorio de Necropapiloscopía de La Plata donde hallaron gran cantidad de material en la División de Antecedentes de la Policía Bonaerense, lo que permitió al EAAF ampliar sus fuentes indubitables de comparación para identificar gran cantidad de casos.
Entre otras acciones destacadas:
- descubrió e identificó a los cadáveres de las personas arrojadas en tambores al río por la última dictadura argentina, conocido como el «caso de los tambores de San Fernando»,[2]
- fue consultor e investigador en la Comisión de la Verdad para El Salvador,[3][4]
- en 1994 formó parte del equipo del EAAF que realizó identificaciones en fosas comunes en Etiopía.[2]
- Entre 1995 y 1997 integró el equipo del EAAF en Bolivia, que encontró e identificó los restos del Che Guevara y sus compañeros de la Guerrilla Ñancahuazú, cuyos cadáveres habían sido enterrados sin identificar en 1967.[2]
- participó en el proyecto humanitario de identificación de 115 soldados argentinos caídos en la Guerra de Malvinas que permanecían en sepulturas sin nombre,[5][6]

En 2022 recibió el reconocimiento “Sara Solarz” por su trabajo junto al EAAF como “destacado constructor de Memoria, Verdad, y Justicia”.